# Homem-Serpente

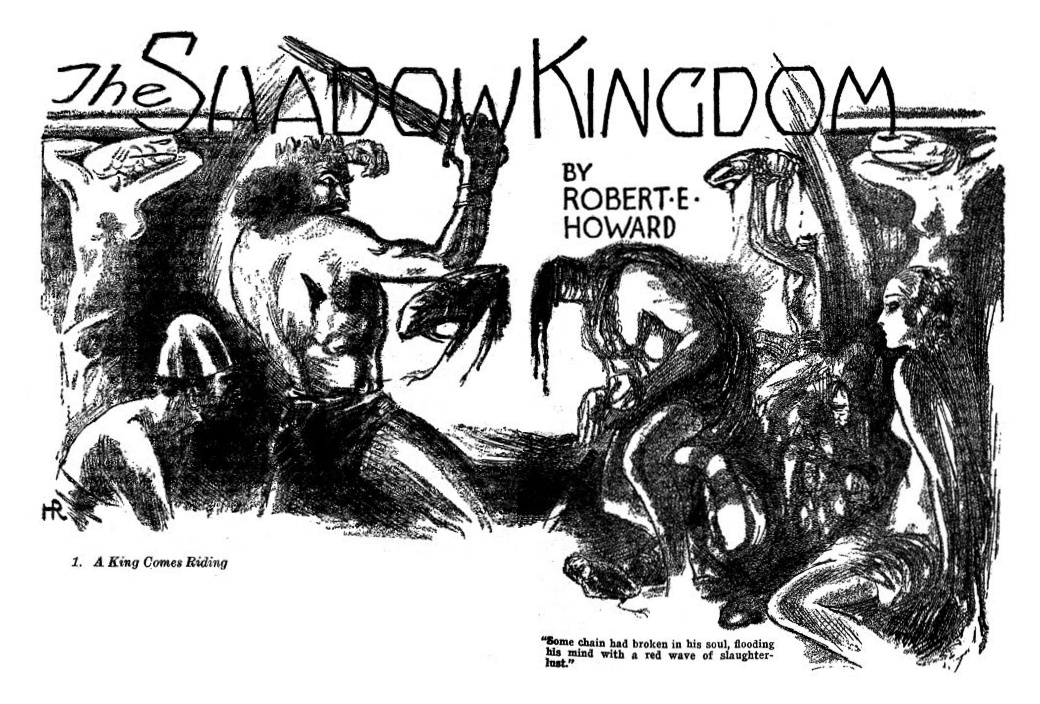
Imagem de "The Shadow Kingdom", onde os homens-serpente aparecem pela primeira vez.

Homem-Serpente é uma raça humanoide fictícia criado pelo texano Robert E. Howard, para as histórias de Kull. A primeira aparição foi em "The Shadow Kingdom," publicada em Weird Tales em agosto de 1929.
Foi adaptada depois para Conan por Roy Thomas e Marie Severin.  Sua primeira aparição no Universo Marvel foi em Kull the Conqueror  vol.1 #2 (Setembro de 1971).  Os homens-serpente também foram usados no desenho animado Conan the Adventurer de 1992, e também foram adaptados nos Cthulhu Mythos de HP Lovecraft por escritores como Lin Carter e Clark Ashton Smith.

## Origem e sociedade
Nas histórias de Robert E. Howard's, o povo serpente adora um deus chamado "A Grande Serpente". Posteriormente os autores identificaram este deus com Great Old One Yig e com Set das histórias de Conan.
Os homens serpente teriam sido criados incontáveis anos atrás pela Grande Serpente. 
A sede do Primeiro Império do povo serpente, durante a Era Paleozóica, era Valúsia, um país fictício das histórias de Kull. Conta-se que, entre outras coisas a respeito dos homens serpente, teriam tentado conquistar o mundo mais uma vez, cerca de 20.000 anos atrás, onde Kull da Atlântida reinou sobre a Valúsia Unido, localizado na costa oeste do continente principal de Thuria. O antigo império serpente foi baseado na magia e alquimia, mas entrou em colapso com o aumento da dinossauros há cerca de 225 milhões de anos atrás, durante o Triássico. Os Homens Serpente governaram originalmente sobre os seres humanos em Valúsia, mas foram derrotados e quase exterminados no campo de batalha da humanidade pela sobrevivência contra as "coisas maiores" que os antecederam. Com o tempo, os seres humanos dominaram Valúsia e os homens-serpente se tornaram uma lenda. Os homens-serpente, uma das poucas espécies sobreviventes entre as "coisas maiores", infiltraram-se na sociedade humana e governaram por trás das cenas por um tempo, mas foram novamente descobertos, derrotados e expulsos em uma guerra secreta. No entanto, eles mais tarde repetiram essa tática, acrescentando porém a criação de uma religião de Culto da Cobra, religião esta que ganhou poder e influência dentro de Valúsia enquanto eles também usaram suas habilidades de disfarce para matar e substituir cada monarca reinante. O seu poder é finalmente quebrado pelo rei Kull, anteriormente um bárbaro atlante que recentemente havia conquistado Valúsia, e Pict Brule the Spear-Slayer, cuja sociedade era consciente de infiltração dos homens-serpente
Depois da destruição de Valusia, os homens-serpente escaparam para Yoth, uma caverna abaixo de K'n-yan na North America - ironicamente, as Ilhas Pictas das histórias de Kull. Eles construíram cidades subterrâneas, das quais só restam ruínas na idade moderna. Exploradores de K'N-yan visitaram Yoth com frequência para saber mais da tradição científica dos homens serpente. Sua queda seguinte veio quando eles trouxeram ídolos de Tsathoggua de N'kai e abandonaram seu patrono Yig para adorar seu novo deus. Como retribuição, Yig colocou a maldição sobre eles, forçando seus poucos fiéis restantes para fugir para cavernas sob Monte Voormithadreth.